# Korsakovia
Korsakovia — это однопользовательская модификация для игры Half-Life 2, созданная компанией Valve. Была разработана thechineseroom, известной по свободной модификации (и коммерческому ремейку, как полноценной игры, в 2012 году) Dear Esther (рус. Дорогая Эстер) и игре Amnesia: A Machine for Pigs. Korsakovia была выпущена 20 сентября 2009 и доступна для бесплатного скачивания.
Музыка была написана Джессикой Карри (Jessica Curry), которая также написала саундтрек к игре Dear Esther.

## Сюжет
В Korsakovia игрок путешествует сквозь видения Кристофера, мужчины, страдающего синдромом Корсакова. Игрок слышит голоса Кристофера и доктора, так как они пытаются выяснить, что же не так с Кристофером.

## Локации
Действие игры происходит в многочисленных, по-видимому, несуществующих локациях, варьирующихся от психиатрической больницы до фабрики. Объекты иногда парят в воздухе и не подчиняются простейшим законам физики. У игрока есть стандартный для Half-Life 2 фонарь, но он часто разряжается и должен оставаться выключенным для подзарядки.
Слова рассказчика подразумевают собой, что игрок находится под лечением в больнице, в то время как у него происходят галлюцинации, которые описываются в игре. Перед началом игры, Кристофер был найден в своей гостиной с медным проводом вокруг его рук. Он ударил по телевизору и провода загорелись и следствием этого явился урон его рук. Также, по-видимому, он вырвал свои глазные яблоки и съел их, как было сообщено медработниками. Эти повреждения и их обоснования неоднократно повторяются в повествовании.

## Игровой процесс
Как и в предыдущей модификации, разработанной thechineseroom — Dear Esther, игрок узнает окружающий мир, параллельно слушая повествование. Несмотря на это, в этой модификации игрок может двигаться свободнее и иногда вооружен ломом, который он использует для разрушения препятствий или отражения атак монстров, созданных из чёрного дыма. Игрок также может подбирать аптечки для восстановления здоровья, степень которого отражается в шкалах, разбросанных по разным углам экрана. Если игрок «умирает» по причине слишком большого ущерба здоровью, он возвращается на свой последний пункт сохранения (чекпойнт).